# Утакмице фудбалске репрезентације Мађарске 2011.
Фудбалска репрезентација Мађарске је током 2011. године одиграла једанаест званичних утакмица. Програм фудбалске репрезентације Мађарске за 2011. укључивао је шест европских квалификационих утакмица и пет пријатељских утакмица. Репрезентација је у квалификацијама за континентални турнир завршила на 3. месту у својој групи, па се није пласирала на Европско првенство.

## Утакмице
Победа
  Нерешено
  Пораз
| Азербејџан | 0 : 2    | Мађарска                |
| ---------- | -------- | ----------------------- |
|            | Извештај | 37’ Рудолф · 81’ Хајнал |

| Мађарска | 0 : 4    | Холандија                                               |
| -------- | -------- | ------------------------------------------------------- |
|          | Извештај | 8’ ван дер Варт · 44’ Афелај · 53’ Којт · 62’ ван Перси |

| Холандија                                                  | 5 : 3    | Мађарска                  |
| ---------------------------------------------------------- | -------- | ------------------------- |
| ван Перси 13’ · Снајдер 60’ · Нистелрој 72’ · Којт 78’ 81’ | Извештај | 46’ Рудолф · 50’ 74’ Гера |

| Луксембург | 0 : 1    | Мађарска  |
| ---------- | -------- | --------- |
|            | Извештај | 53’ Сабич |

| Сан Марино | 0 : 3    | Мађарска                           |
| ---------- | -------- | ---------------------------------- |
|            | Извештај | 40’ Липтак · 48’ Сабич · 83’ Коман |

| Мађарска                                       | 4 : 0    | Исланд |
| ---------------------------------------------- | -------- | ------ |
| Колтаи 32’ · Рудолф 45’ · Џуџак 59’ · Елек 88’ | Извештај |        |

| Мађарска               | 2 : 1    | Шведска        |
| ---------------------- | -------- | -------------- |
| Сабич 44’ · Рудолф 90’ | Извештај | 60’ Вилхелмсон |

| Молдавија | 0 : 2    | Мађарска               |
| --------- | -------- | ---------------------- |
|           | Извештај | 7’ Ванцак · 83’ Рудолф |

| Мађарска | 0 : 0    | Финска |
| -------- | -------- | ------ |
|          | Извештај |        |

| Мађарска                                              | 5 : 0    | Лихтенштајн |
| ----------------------------------------------------- | -------- | ----------- |
| Пришкин 10’ 20’ · Џуџак 76’ · Коман 79’ · Фецешин 89’ | Извештај |             |

| Пољска                           | 2 : 1    | Мађарска    |
| -------------------------------- | -------- | ----------- |
| П. Брожек 37’ · Ванцак 85’ (аг.) | Извештај | 78’ Пришкин |

| Претходна година: 2010. | Утакмице фудбалске репрезентације Мађарске 2011. | Наредна година: 2012. |

## Голгетери у 2011.
| - Гергељ Рудолф - Тамаш Хајнал - Золтан Гера - Имре Сабич - Золтан Липтак - Владимир Коман - Балаж Џуџак - Акош Елек - Вилмош Ванцик - Роберт Фецешин - Тамаш Пришкин |

## Белешка
| Домаћин | Гост |

1. ↑  Деби Арифа Исајева и Мурада Хусејнова за Азербејџан (Русија).
2. ↑  Деби Жолт Кочмара за Мађарску.
3. ↑  Деби Елфара Хелгасона за Исланд
4. ↑  Тамаш Хајнал није искористио пенал у 19. минуту за Мађарску.
5. ↑  Деби Ивана Квинтаса и Фабијана Еберлеа за Лихтенштајн

## Извори и спољашње везе
- Репрезентација Мађарске на фудбалској бази података
- Утакмице репрезентације Мађарске (2011)
- Утакмице репрезентације Мађарске (Све године)
- eu-football (2011)